# نیل اشر سیلبرمن
نیل اشر سیلبرمن (انگلیسی: Neil Asher Silberman؛ زادهٔ ۱۹ ژوئن ۱۹۵۰) انسان‌شناس، باستان‌شناس، و مورخ اهل ایالات متحده آمریکا است.
وی همچنین برندهٔ جوایزی همچون کمک‌هزینه گوگنهایم شده‌است.